# Leucospis robertsoni
Leucospis robertsoni är en stekelart som beskrevs av Crawford 1909. Leucospis robertsoni ingår i släktet Leucospis och familjen Leucospidae. Inga underarter finns listade i Catalogue of Life.